# زلزال فوكوشيما 2022
زلزال فوكوشيما 2022 زلزال عنيف بلغ 7.3 على مقياس العزم الزلزالي، ضرب شرق مدينة طوكيو في اليابان ليلة الأربعاء 16 مارس 2022 وقالت السلطات اليابانية إن الزلزال وقع الساعة 23:36 (14:36 بتوقيت غرينتش). ونجم عنهُ انقطاع التيار الكهربائي عن أكثر من مليوني منزل، ومقتل أربعة أشخاص وسقوط عشرات الجرحى. وتقع بؤرة الزلزال قبالة منطقة فوكوشيما وعلى عمق 60 كلم. وحدد موقع البؤرة بعد وقت قصير من وقوع الزلزال، وصدر تحذير من احتمال حدوث موجات تسونامي يصل ارتفاعها إلى متر واحد في بعض المناطق الساحلية.

## اقرأ أيضا
- زلزال وتسونامي توهوكو 2011